# Linnaeoideae
Linnaeoideae es una subfamilia de Caprifoliaceae. El género tipo es: Linnaea Gronov

## Descripción
Por lo general, son arbustos erectos o rara vez subarbustos rastreros ( Linnaea ). La mayor parte con las hojas opuestas, a veces dispuestas juntas en las ramas, las hojas están divididas en pecíolo y lámina. Las láminas de las hojas son generalmente simples, y a veces, tienen un borde ondulado. No hay estípulas presentes. 
Las flores son solitarias y se encuentran en las axilas de las hojas. Las brácteas  similares o reducidas para formar en la base del ovario una "taza". Las flores son en su mayoría hermafroditas, a menudo más o menos zigomorfas a veces casi con simetría radial. Los sépalos son pequeños. Todos los taxones tienen cuatro o cinco  pétalos.
El fruto está coronado por sépalos duros, sólo en Linnaea caen desde el principio. Las frutas contienen sólo una o dos semillas. El relativamente pequeño embrión es recto. Tiebne abundante endospermo disponible.

## Sistemática y distribución
El área de distribución es amplio en el hemisferio norte donde abarca América del Norte, Europa y Asia, en Rusia, Kirguistán, Uzbekistán, Afganistán, Nepal, Pakistán, la India, de China, Corea y Japón.

## Géneros
- Abelia R. Br.
- Dipelta Maxim.
- Kolkwitzia Graebn.
- Linnaea Gronov.
- Vesalea M. Martens & Galeotti = Abelia R. Br.
- Zabelia (Rehder) Makino ~ Abelia R. Br.